# Juan Carlos González
Pour les articles homonymes, voir Juan González et González.
Juan Carlos González Ortiz, né le 22 août 1924 à Colonia del Sacramento (Uruguay) et mort le 15 février 2010 à Buenos Aires (Argentine), est un footballeur international uruguayen. 

## Biographie
Il participe à la Coupe du monde de football de 1950, qu'il remporte avec l'équipe d'Uruguay de football. Il est apparu sept fois en sélection, entre le 6 mai 1950 et le 13 avril 1952, dont deux matches de la Coupe du monde de 1950.
En 2007, il avait été fait Citoyen d'Honneur de la ville de Montevideo, en même temps que Alcides Ghiggia et Anibal Paz, tous trois alors seuls survivants des vainqueurs de la finale 1950.